# National Football League 1995
La stagione NFL 1995 fu la 76ª stagione sportiva della National Football League, la massima lega professionistica statunitense di football americano. La finale del campionato, il Super Bowl XXX, si disputò il 28 gennaio 1996 al Sun Devil Stadium di Tempe, in Arizona e si concluse con la vittoria dei Dallas Cowboys sui Pittsburgh Steelers per 27 a 17. La stagione iniziò il 3 settembre 1995 e si concluse con il Pro Bowl 1996 che si tenne il 4 febbraio 1996 a Honolulu.
In questa stagione la NFL passò da 28 a 30 squadre con l'aggiunta dei Carolina Panthers e dei Jacksonville Jaguars che vennero collocati rispettivamente nella NFC West e nella AFC Central, che erano rimaste le uniche due Division a quattro squadre. Contestualmente le due squadre di Los Angeles cambiarono sede: i Rams si trasferirono a Saint Louis e i Raiders tornarono alla sede precedente di Oakland.

## Modifiche alle regole
- Venne consentito ad un ricevitore costretto fuori dal campo da un avversario di rientrare successivamente in campo ad essere nuovamente eleggibile.
- Il quarterback venne dotato di un piccolo apparecchio radio integrato nel casco con cui poter comunicare con la panchina.

## Stagione regolare
La stagione regolare iniziò il 3 settembre e terminò il 25 dicembre 1995, si svolse in 17 giornate durante le quali ogni squadra disputò 16 partite.

### Risultati della stagione regolare
- V = Vittorie, S = Sconfitte, P = Pareggi, PCT = Percentuale di vittorie, PF = Punti Fatti, PS = Punti Subiti
- La qualificazione ai play-off è indicata in verde (tra parentesi il seed)

| AFC East               |    |    |   |     |     |     |
| Squadra                | V  | S  | P | PCT | PF  | PS  |
| (3) Buffalo Bills      | 10 | 6  | 0 | 625 | 350 | 335 |
| (5) Indianapolis Colts | 9  | 7  | 0 | 563 | 331 | 316 |
| (6) Miami Dolphins     | 9  | 7  | 0 | 563 | 398 | 332 |
| New England Patriots   | 6  | 10 | 0 | 375 | 294 | 377 |
| New York Jets          | 3  | 13 | 0 | 188 | 233 | 384 |

| NFC East                |    |    |   |     |     |     |
| Squadra                 | V  | S  | P | PCT | PF  | PS  |
| (1) Dallas Cowboys      | 12 | 4  | 0 | 750 | 435 | 291 |
| (4) Philadelphia Eagles | 10 | 6  | 0 | 625 | 318 | 338 |
| Washington Redskins     | 6  | 10 | 0 | 375 | 326 | 359 |
| New York Giants         | 5  | 11 | 0 | 313 | 290 | 340 |
| Arizona Cardinals       | 4  | 12 | 0 | 250 | 275 | 422 |

| AFC Central             |    |    |   |     |     |     |
| Squadra                 | V  | S  | P | PCT | PF  | PS  |
| (2) Pittsburgh Steelers | 11 | 5  | 0 | 688 | 407 | 327 |
| Cincinnati Bengals      | 7  | 9  | 0 | 438 | 349 | 374 |
| Houston Oilers          | 7  | 9  | 0 | 438 | 348 | 324 |
| Cleveland Browns        | 5  | 11 | 0 | 313 | 289 | 356 |
| Jacksonville Jaguars    | 4  | 12 | 0 | 250 | 275 | 404 |

| NFC Central           |    |   |   |     |     |     |
| Squadra               | V  | S | P | PCT | PF  | PS  |
| (3) Green Bay Packers | 11 | 5 | 0 | 688 | 404 | 314 |
| (5) Detroit Lions     | 10 | 6 | 0 | 625 | 436 | 36  |
| Chicago Bears         | 9  | 7 | 0 | 563 | 392 | 360 |
| Minnesota Vikings     | 8  | 8 | 0 | 500 | 412 | 385 |
| Tampa Bay Buccaneers  | 7  | 9 | 0 | 438 | 238 | 335 |

| AFC West               |    |   |   |     |     |     |
| Squadra                | V  | S | P | PCT | PF  | PS  |
| (1) Kansas City Chiefs | 13 | 3 | 0 | 813 | 358 | 241 |
| (4) San Diego Chargers | 9  | 7 | 0 | 563 | 321 | 323 |
| Seattle Seahawks       | 8  | 8 | 0 | 500 | 363 | 366 |
| Denver Broncos         | 8  | 8 | 0 | 500 | 388 | 345 |
| Oakland Raiders        | 8  | 8 | 0 | 500 | 348 | 332 |

| NFC West                |    |   |   |     |     |     |
| Squadra                 | V  | S | P | PCT | PF  | PS  |
| (2) San Francisco 49ers | 11 | 5 | 0 | 688 | 457 | 258 |
| (6) Atlanta Falcons     | 9  | 7 | 0 | 563 | 362 | 349 |
| Saint Louis Rams        | 7  | 9 | 0 | 438 | 309 | 418 |
| Carolina Panthers       | 7  | 9 | 0 | 438 | 289 | 325 |
| New Orleans Saints      | 7  | 9 | 0 | 438 | 319 | 348 |

## Play-off
I play-off iniziarono con il Wild Card Weekend il 30 e 31 dicembre 1995. I Divisional Playoff si giocarono il 6 e 7 gennaio 1996 e i Conference Championship Game il 14 gennaio. Il Super Bowl XXX si giocò il 28 gennaio al Sun Devil Stadium di Tempe.

### Seeding
| Seed | American Football Conference                | National Football Conference              |
| ---- | ------------------------------------------- | ----------------------------------------- |
| 1    | Kansas City Chiefs (vincitori AFC West)     | Dallas Cowboys (vincitori NFC East)       |
| 2    | Pittsburgh Steelers (vincitori AFC Central) | San Francisco 49ers (vincitori NFC West)  |
| 3    | Buffalo Bills (vincitori AFC East)          | Green Bay Packers (vincitori NFC Central) |
| 4    | San Diego Chargers                          | Philadelphia Eagles                       |
| 5    | Indianapolis Colts                          | Detroit Lions                             |
| 6    | Miami Dolphins                              | Atlanta Falcons                           |

### Incontri
| Wild Card Game | Wild Card Game                    | Wild Card Game                    | Wild Card Game                    |    |               | Divisional Play-off   | Divisional Play-off              | Divisional Play-off   |                                   |                                   | Conference Championship           | Conference Championship | Conference Championship |  |  | Super Bowl XXX | Super Bowl XXX | Super Bowl XXX | Super Bowl XXX | Super Bowl XXX |
|                |                                   |                                   |                                   |    |               |                       |                                  |                       |                                   |                                   |                                   |                         |                         |  |  |                |                |                |                |                |
|                | 31 dicembre - Lambeau Field       | 31 dicembre - Lambeau Field       | 31 dicembre - Lambeau Field       |    |               | 6 gennaio - 3Com Park | 6 gennaio - 3Com Park            | 6 gennaio - 3Com Park |                                   |                                   |                                   |                         |                         |  |  |                |                |                |                |                |
|                | 31 dicembre - Lambeau Field       | 31 dicembre - Lambeau Field       | 31 dicembre - Lambeau Field       |    |               | 6 gennaio - 3Com Park | 6 gennaio - 3Com Park            | 6 gennaio - 3Com Park |                                   |                                   |                                   |                         |                         |  |  |                |                |                |                |                |
|                | 31 dicembre - Lambeau Field       | 31 dicembre - Lambeau Field       | 31 dicembre - Lambeau Field       |    |               | 6 gennaio - 3Com Park | 6 gennaio - 3Com Park            | 6 gennaio - 3Com Park |                                   |                                   |                                   |                         |                         |  |  |                |                |                |                |                |
|                | 31 dicembre - Lambeau Field       | 31 dicembre - Lambeau Field       | 31 dicembre - Lambeau Field       |    |               | 6 gennaio - 3Com Park | 6 gennaio - 3Com Park            | 6 gennaio - 3Com Park |                                   |                                   |                                   |                         |                         |  |  |                |                |                |                |                |
|                | 6                                 | Atlanta                           | 20                                |    |               | 6 gennaio - 3Com Park | 6 gennaio - 3Com Park            | 6 gennaio - 3Com Park |                                   |                                   |                                   |                         |                         |  |  |                |                |                |                |                |
|                | 6                                 | Atlanta                           | 20                                | 3  | Green Bay     | 27                    |                                  |                       |                                   |                                   |                                   |                         |                         |  |  |                |                |                |                |                |
|                | 3                                 | Green Bay                         | 37                                | 3  | Green Bay     | 27                    |                                  |                       | 14 gennaio - Texas Stadium        | 14 gennaio - Texas Stadium        | 14 gennaio - Texas Stadium        |                         |                         |  |  |                |                |                |                |                |
|                | 3                                 | Green Bay                         | 37                                | 2  | San Francisco | 17                    |                                  |                       | 14 gennaio - Texas Stadium        | 14 gennaio - Texas Stadium        | 14 gennaio - Texas Stadium        |                         |                         |  |  |                |                |                |                |                |
|                |                                   |                                   |                                   | 2  | San Francisco | 17                    |                                  |                       | 14 gennaio - Texas Stadium        | 14 gennaio - Texas Stadium        | 14 gennaio - Texas Stadium        |                         |                         |  |  |                |                |                |                |                |
|                |                                   |                                   |                                   |    |               |                       |                                  |                       | 14 gennaio - Texas Stadium        | 14 gennaio - Texas Stadium        | 14 gennaio - Texas Stadium        |                         |                         |  |  |                |                |                |                |                |
|                | 30 dicembre - Veterans Stadium    | 30 dicembre - Veterans Stadium    | 30 dicembre - Veterans Stadium    | 3  | Green Bay     | 27                    |                                  |                       |                                   |                                   |                                   |                         |                         |  |  |                |                |                |                |                |
|                | 30 dicembre - Veterans Stadium    | 30 dicembre - Veterans Stadium    | 30 dicembre - Veterans Stadium    | 3  | Green Bay     | 27                    | 7 gennaio - Texas Stadium        |                       |                                   |                                   |                                   |                         |                         |  |  |                |                |                |                |                |
|                | 30 dicembre - Veterans Stadium    | 30 dicembre - Veterans Stadium    | 30 dicembre - Veterans Stadium    |    | 1             | Dallas                | 38                               |                       |                                   |                                   |                                   |                         |                         |  |  |                |                |                |                |                |
|                | 30 dicembre - Veterans Stadium    | 30 dicembre - Veterans Stadium    | 30 dicembre - Veterans Stadium    |    | 1             | Dallas                | 38                               |                       |                                   |                                   |                                   |                         |                         |  |  |                |                |                |                |                |
|                | 5                                 | Detroit                           | 37                                |    |               |                       |                                  |                       |                                   |                                   |                                   |                         |                         |  |  |                |                |                |                |                |
|                | 5                                 | Detroit                           | 37                                | 4  | Philadelphia  | 11                    |                                  |                       |                                   |                                   |                                   |                         |                         |  |  |                |                |                |                |                |
|                | 4                                 | Philadelphia                      | 58                                | 4  | Philadelphia  | 11                    |                                  |                       | 28 gennaio - Sun Devil Stadium    | 28 gennaio - Sun Devil Stadium    | 28 gennaio - Sun Devil Stadium    |                         |                         |  |  |                |                |                |                |                |
|                | 4                                 | Philadelphia                      | 58                                | 1  | Dallas        | 30                    |                                  |                       | 28 gennaio - Sun Devil Stadium    | 28 gennaio - Sun Devil Stadium    | 28 gennaio - Sun Devil Stadium    |                         |                         |  |  |                |                |                |                |                |
|                |                                   |                                   |                                   | 1  | Dallas        | 30                    |                                  |                       |                                   | 28 gennaio - Sun Devil Stadium    | 28 gennaio - Sun Devil Stadium    |                         |                         |  |  |                |                |                |                |                |
|                |                                   |                                   |                                   |    |               |                       |                                  |                       |                                   | 28 gennaio - Sun Devil Stadium    | 28 gennaio - Sun Devil Stadium    |                         |                         |  |  |                |                |                |                |                |
|                | 31 dicembre - Jack Murphy Stadium | 31 dicembre - Jack Murphy Stadium | 31 dicembre - Jack Murphy Stadium | N1 | Dallas        | 27                    |                                  |                       |                                   |                                   |                                   |                         |                         |  |  |                |                |                |                |                |
|                | 31 dicembre - Jack Murphy Stadium | 31 dicembre - Jack Murphy Stadium | 31 dicembre - Jack Murphy Stadium | N1 | Dallas        | 27                    | 7 gennaio - Arrowhead Stadium    |                       |                                   |                                   |                                   |                         |                         |  |  |                |                |                |                |                |
|                | 31 dicembre - Jack Murphy Stadium | 31 dicembre - Jack Murphy Stadium | 31 dicembre - Jack Murphy Stadium |    | A2            | Pittsburgh            | 17                               |                       |                                   |                                   |                                   |                         |                         |  |  |                |                |                |                |                |
|                | 31 dicembre - Jack Murphy Stadium | 31 dicembre - Jack Murphy Stadium | 31 dicembre - Jack Murphy Stadium |    | A2            | Pittsburgh            | 17                               |                       |                                   |                                   |                                   |                         |                         |  |  |                |                |                |                |                |
|                | 5                                 | Indianapolis                      | 35                                |    |               |                       |                                  |                       |                                   |                                   |                                   |                         |                         |  |  |                |                |                |                |                |
|                | 5                                 | Indianapolis                      | 35                                | 5  | Indianapolis  | 10                    |                                  |                       |                                   |                                   |                                   |                         |                         |  |  |                |                |                |                |                |
|                | 4                                 | San Diego                         | 20                                | 5  | Indianapolis  | 10                    |                                  |                       | 14 gennaio - Three Rivers Stadium | 14 gennaio - Three Rivers Stadium | 14 gennaio - Three Rivers Stadium |                         |                         |  |  |                |                |                |                |                |
|                | 4                                 | San Diego                         | 20                                | 1  | Kansas City   | 7                     |                                  |                       | 14 gennaio - Three Rivers Stadium | 14 gennaio - Three Rivers Stadium | 14 gennaio - Three Rivers Stadium |                         |                         |  |  |                |                |                |                |                |
|                |                                   |                                   |                                   | 1  | Kansas City   | 7                     |                                  |                       | 14 gennaio - Three Rivers Stadium | 14 gennaio - Three Rivers Stadium | 14 gennaio - Three Rivers Stadium |                         |                         |  |  |                |                |                |                |                |
|                |                                   |                                   |                                   |    |               |                       |                                  |                       | 14 gennaio - Three Rivers Stadium | 14 gennaio - Three Rivers Stadium | 14 gennaio - Three Rivers Stadium |                         |                         |  |  |                |                |                |                |                |
|                | 30 dicembre - Rich Stadium        | 30 dicembre - Rich Stadium        | 30 dicembre - Rich Stadium        | 5  | Indianapolis  | 16                    |                                  |                       |                                   |                                   |                                   |                         |                         |  |  |                |                |                |                |                |
|                | 30 dicembre - Rich Stadium        | 30 dicembre - Rich Stadium        | 30 dicembre - Rich Stadium        | 5  | Indianapolis  | 16                    | 6 gennaio - Three Rivers Stadium |                       |                                   |                                   |                                   |                         |                         |  |  |                |                |                |                |                |
|                | 30 dicembre - Rich Stadium        | 30 dicembre - Rich Stadium        | 30 dicembre - Rich Stadium        |    | 2             | Pittsburgh            | 20                               |                       |                                   |                                   |                                   |                         |                         |  |  |                |                |                |                |                |
|                | 30 dicembre - Rich Stadium        | 30 dicembre - Rich Stadium        | 30 dicembre - Rich Stadium        |    | 2             | Pittsburgh            | 20                               |                       |                                   |                                   |                                   |                         |                         |  |  |                |                |                |                |                |
|                | 6                                 | Miami                             | 22                                |    |               |                       |                                  |                       |                                   |                                   |                                   |                         |                         |  |  |                |                |                |                |                |
|                | 6                                 | Miami                             | 22                                | 3  | Buffalo       | 21                    |                                  |                       |                                   |                                   |                                   |                         |                         |  |  |                |                |                |                |                |
|                | 3                                 | Buffalo                           | 37                                | 3  | Buffalo       | 21                    |                                  |                       |                                   |                                   |                                   |                         |                         |  |  |                |                |                |                |                |
|                | 3                                 | Buffalo                           | 37                                | 2  | Pittsburgh    | 40                    |                                  |                       |                                   |                                   |                                   |                         |                         |  |  |                |                |                |                |                |

### Vincitore
| Vincitori del Super Bowl XXX Dallas Cowboys 5º titolo |

## Premi individuali
| MVP della NFL                 | Brett Favre, Quarterback, Green Bay        |
| Allenatore dell'anno          | Ray Rhodes, Philadelphia                   |
| Giocatore offensivo dell'anno | Brett Favre, Quarterback, Green Bay        |
| Difensore dell'anno           | Bryce Paup, Linebacker, Buffalo            |
| Rookie offensivo dell'anno    | Curtis Martin, Running back, New England   |
| Rookie difensivo dell'anno    | Hugh Douglas, Defensive End, New York Jets |